# Cerastium moesiacum
Espèce
Classification phylogénétique
Cerastium moesiacum est une espèce de plantes du genre Cerastium et de la famille des Caryophyllaceae.